# SUSE Linux
SUSE Linux ([ˈsuːsə, ˈsuːzə] SOO-sə, SOO-zə, ドイツ語: [ˈzuːzə]) とは、SUSEによって開発されたオペレーティングシステムである。SUSE LinuxはフリーでオープンソースなLinuxカーネル上にビルドされ、他のオープンソースプロジェクトからのシステムソフトウェアやアプリケーションソフトウェアと併せて配布される。SUSE Linuxはドイツ発祥で、その名前は "Software und System-Entwicklung"（ソフトウェアとシステムの開発）の頭字語である。主にヨーロッパで開発された。最初のバージョンは1994年初頭に誕生し、現存する商用Linuxディストリビューションの中でも最古参の1つである。YaST設定ツールで有名である。
2003年にノベルはSUSE（当時は "SuSE"）ブランドと商標を買収した。Open Invention Network創設メンバーの一員となったノベルは、2005年に社外の貢献者にディストリビューション開発を幅広く開放することで、コミュニティを開発プロセスの重要な一部分とすることを決断し、openSUSEディストリビューションとopenSUSEプロジェクトを創設した。2004年にノベルはSUSEで働く500人以上の開発者を雇用した。2011年4月27日、ノベル（およびSUSE）はThe Attachmate Groupに買収され、SUSEは独立した事業単位となったが、さらにその後の2014年10月、SUSEを含むThe Attachmate Group全体がイギリス企業のマイクロフォーカスに買収された。SUSEは引き続き独立した事業単位として経営されている。2018年7月2日、マイクロフォーカスはSUSEをEQTの子会社であるBlitz 18-679 GmbHに25億3,500万ドルで売却することを発表し、買収は2019年3月18日に完了した。

## 歴史

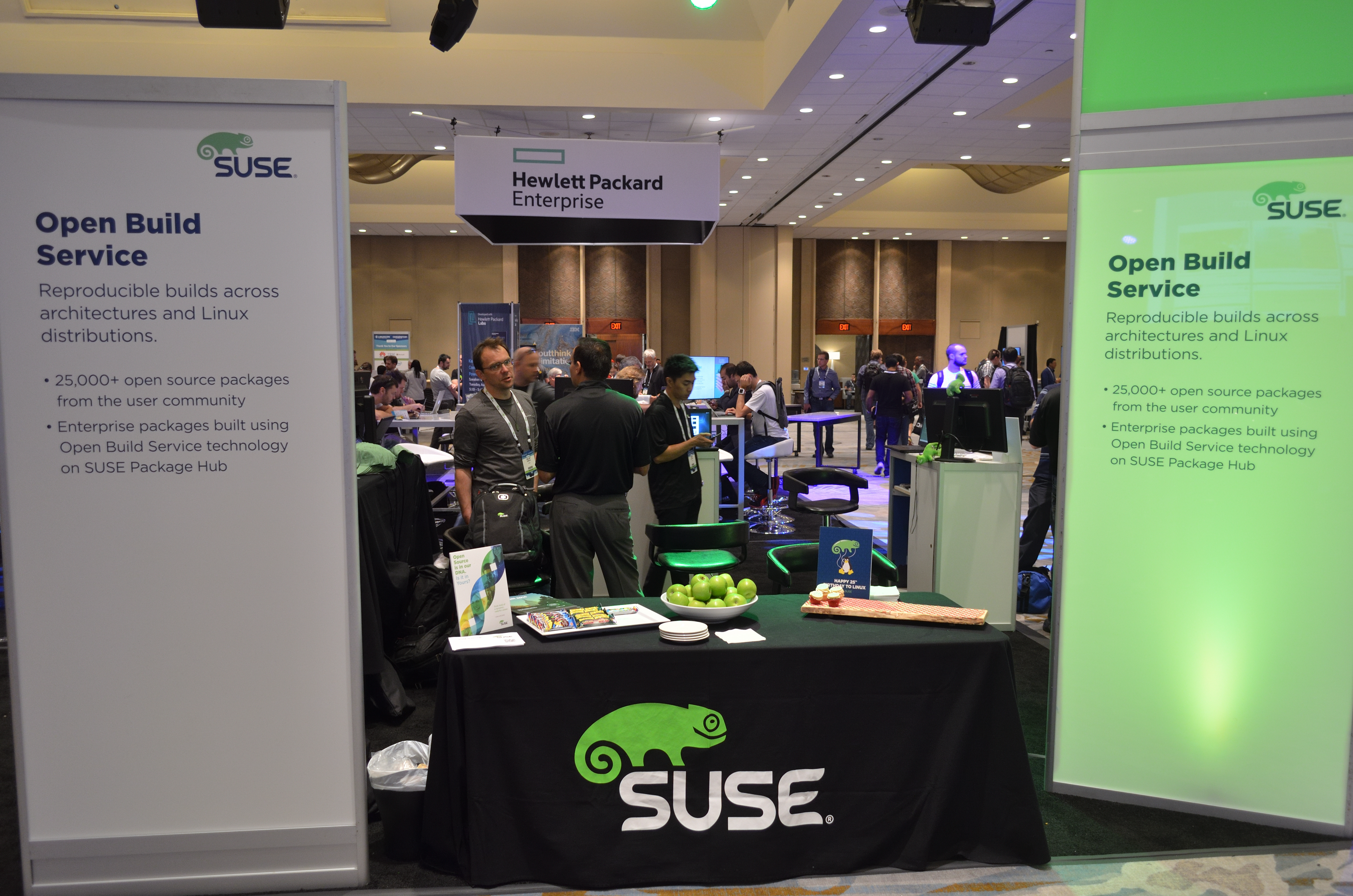
LinuxconにおけるSUSE

### 開発者たち
1992年、Roland Dyroff、Thomas Fehr、Burchard SteinbildおよびHubert MantelがGesellschaft für Software und System Entwicklung mbH（独: ソフトウェアとシステム開発のための有限責任会社）をドイツのニュルンベルクに創業した。創設者のうちFehr以外の3人はまだ数学科の大学生であったが、Fehrは既に卒業しソフトウェア技術者として働いていた。
彼らの企業はソフトウェアを開発しアドバイザリーUNIX集団として機能するという独創的なアイデアに基づいていた。Mantelによると、4人はサポート提供のためにLinux配布を決定した。
創設時の名前は "S.u.S.E." (Software und System-Entwicklung "Software and systems development") であったが、フルネームが用いられることはなかった。1998年に "S.u.S.E." は "SuSE" と短縮され、2003年に "SUSE" となった。

SUSE GEEKO公式のぬいぐるみ

SUSEディストリビューションの公式ロゴである現在のマスコットはエボシカメレオンで、公式にGEEKO（ヤモリ科を意味する "Gecko" とギーク (Geek) のかばん語）と名付けられている。社名と同様に、GEEKOロゴも社名の変更を反映して進化している。

#### 発祥
SUSEはサービスプロバイダーとして開始され、Softlanding Linux System（SLS、現在は廃止）およびSlackwareなどのソフトウェアパッケージを定期的にリリースし、UNIXおよびLinuxのマニュアルを印刷し、さらに技術支援を提供した。
SUSEが当初利用していたそれらのサードパーティー製品は以下の特色を持っており、様々な方法でSUSEが管理していた：
- 1992年中期、Peter MacDonaldは、X Window SystemやTCP/IPなどの機能を提供する、SLSとして知られる包括的Linuxディストリビューションを作成した[要出典]。SLSはLinuxが欲しい人達へフロッピーディスクを通じて配布された[6]。
- 1993年、Patrick VolkerdingはSLS Linuxディストリビューションをクリーンアップし、新しいバージョンをSlackwareとしてリリースした。
- 1994年、Patrick Volkerdingからの援助により、Slackwareスクリプトがドイツ語に翻訳され、これが最初のリリースであるS.u.S.E. Linux 1.0ディストリビューションとなった。最初はフロッピーディスクからのみ利用可能であったが、後にCDからも利用可能となった[6]。

S.u.S.E.は独自のLinuxディストリビューションをビルドするため、出発点として1992年にSLSを、1996年にjurixを利用した。 jurixはS.u.S.E.チームに加入したFlorian La Rocheによって作成された。さらにFlorianはYaSTの開発も開始した。YaSTはS.u.S.E. Linuxディストリビューションの主な特徴とも言える、インストーラおよび設定ツールである。
1996年、S.u.S.E. Linuxと名付けられた最初のディストリビューションとして、S.u.S.E. Linux 4.2が公開された。4.2は、銀河ヒッチハイク・ガイドからの生命、宇宙、そして万物についての究極の疑問の答えへの回答である42を参照に付けれた。YaSTの最初のバージョン番号も同様にして0.42となった。

#### 拡大

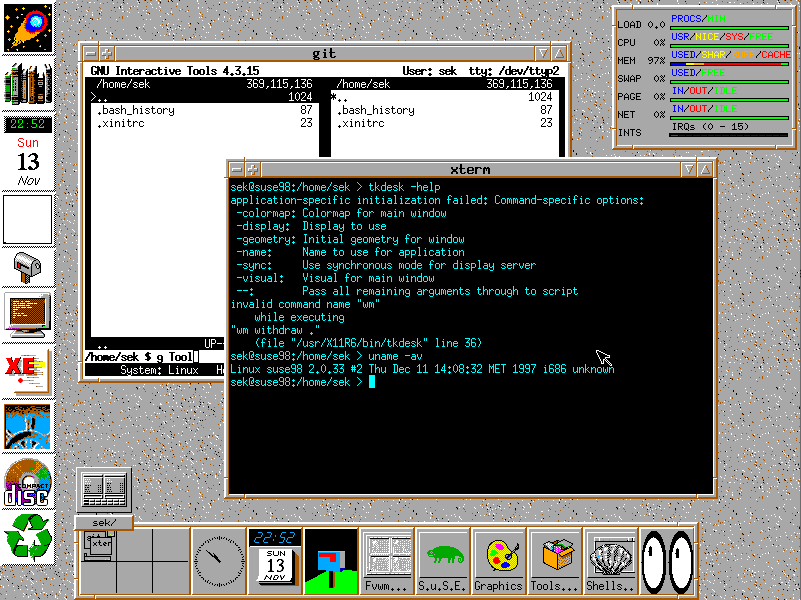
SUSE 5.1で起動するFVWM

やがてSuSE Linuxは、RPM Package Managerやファイル構造といったRed Hat Linuxの特徴を多く取り入れるようになった。
S.u.S.E.はドイツ最大のLinuxディストリビュータとなった。1997年に社長兼マネージングパートナーのJames Grayの指揮のもと、カリフォルニア州オークランドにSuSE, LLCが設立されたことで、アメリカ大陸とアジアにおけるLinux市場の開拓が可能となった。Red Hat Linuxが米国で広く普及していた一方で、SuSE Linuxはドイツだけでなくフィンランドやスウェーデンなどの北欧諸国でも成長し続けた。1998年10月、S.u.S.E.という名称が公式にSuSE（ドットなし）へと変更された。Linuxカーネルの開発者であるリーナス・トーバルズは、SuSEという名前を頻繁に使用していた。1999年にSuSEはイギリスへ進出した。
だが2001年、SuSEは生き残りのため大幅な人員削減を余儀なくされた。

### ノベル

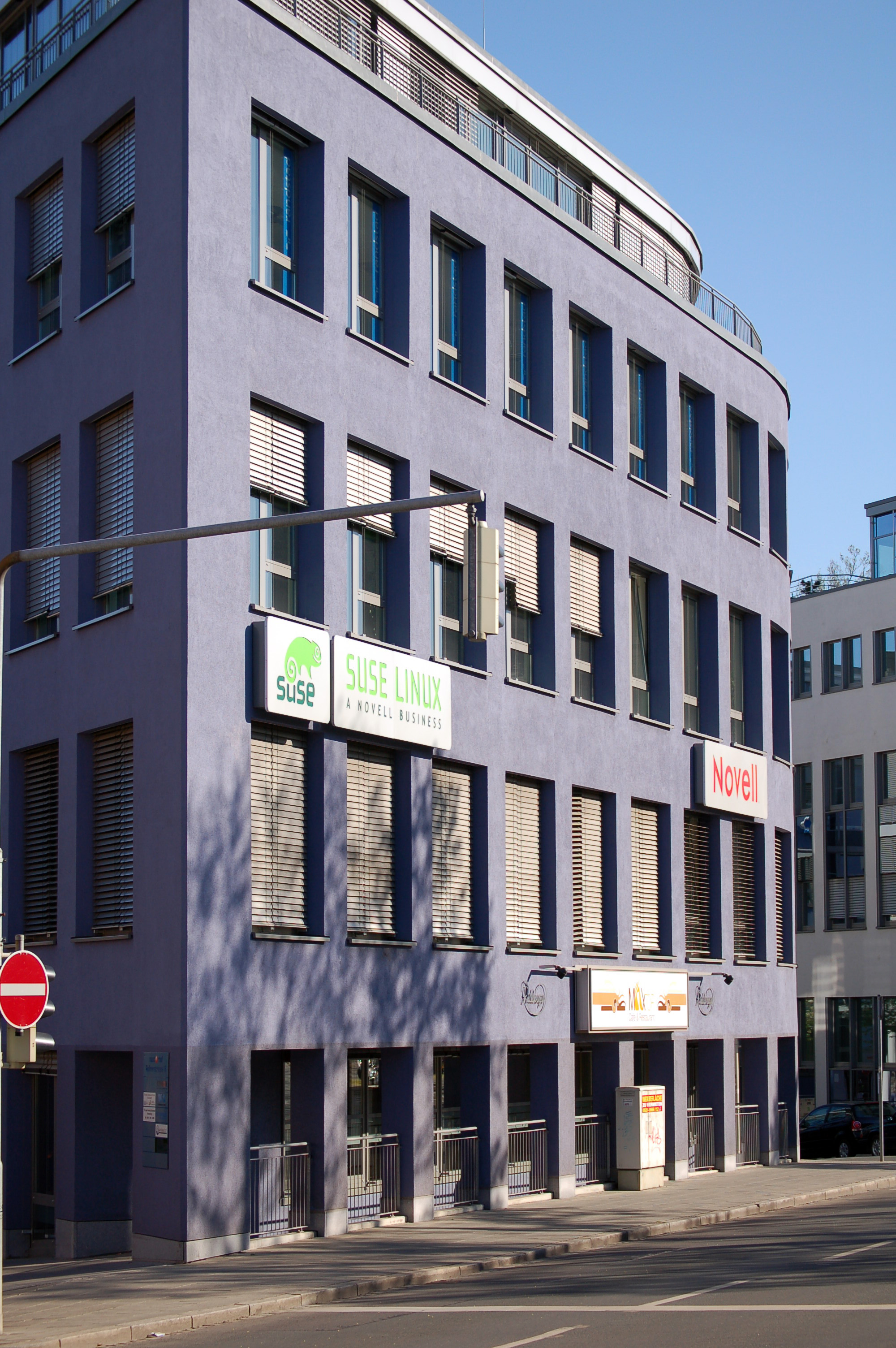
ニュルンベルクのSUSE/ノベル社屋

2003年11月4日、ノベルはSuSE Linux AGを2億1000万ドルで買収することを発表した。この買収は2004年1月に完了した。
ビジネス顧客に対し、より効果的な影響を及ぼすための策として、SuSEは2001年にSUSE Linux Enterprise Serverを発表し、ノベルによる買収の数か月前に社名を "SUSE Linux" に変更した。そのため、現在の名前である "SUSE" は頭字語ではない。
ノベルのアジア太平洋地域の企業技術ストラテジストであるJ. Philips曰く、ノベルは「中期的には」SUSE の開発方法を変えるつもりはないとのことであった。 ノベルの年次カンファレンスであったBrainShareの2004年開催において、初めて全てのコンピュータがSUSE Linuxで実行され、プロプライエタリであったSUSE管理プログラムYaST2がGPLの下でリリースされることが発表された。

#### openSUSEプロジェクト
2005年8月4日、ノベルはSUSE Professionalシリーズをよりオープンにするため、openSUSEプロジェクトの立ち上げを発表した。既にSUSE Professionalシリーズはオープンソースであったが、openSUSEは開発プロセスを公開して、開発者やユーザーがopenSUSEのテストと開発を行えるようにした。それまではSUSEが全ての開発作業を社内で行っていた。バージョン10.0は、パブリックベータテストを提供した最初のバージョンとなった。
SUSE Linux 10.0のアプリケーションにはオープンソースな物とプロプライエタリな物の両方が含まれ、ボックスセット版として小売された。改変の一環として、全てのSUSE LinuxユーザーのYaST Online Updateサーバアクセスが無料となり、また初めてGNOMEデスクトップが従来のKDEと同等の地位へと昇格した。
2005年11月、SUSE創設者Hubert Mantelは同社からの辞任を発表した。彼は「ノベルの買収によりSUSEは予想以上に変化しており、13年前に自分が設立した会社と同じ会社であることが信じられない」と述べた。この辞任が、GNOMEベースのLinuxディストリビューション用デフォルトデスクトップ環境におけるXimian製品の実装を巡る論争に起因していることは明らかだった。だがそのわずか1年後、Hubert MantelはSUSEに復帰した。

#### マイクロソフトとの契約
2006年11月3日（2011年7月25日に更新）、ノベルはマイクロソフトと、SUSEとMicrosoft Windows間における相互運用性向上、両製品の相互プロモーション・マーケティング、および特許のクロスライセンスに渡る契約を締結した。自由ソフトウェアコミュニティの中には、この契約が論争を引き起こすと考える者も存在する。

### The Attachmate Groupによる買収
2010年11月22日、ノベルはThe Attachmate Groupによる22億ドルでの買収に合意したことを発表した。The Attachmate GroupはSUSEを独立した会社とすることで、ノベルを2つの会社として運営する計画であるが、この処置によりSUSEのビジネスとopenSUSEプロジェクトの関係は変化しないと見込んでいた。
米国司法省は、ノベル発祥であることが明白な特許およびその出願のThe Attachmate Groupによる買収の第1段階を開始するにあたり、CPTN Holdings LLCとその所有者たちが司法省の独占禁止における懸念に対処するよう当初の契約を改変しなければならないと告知した。司法省は、当初の提案だとこの取引によりLinuxなどのオープンソースソフトウェアが、ミドルウェアや仮想化製品だけでなく、サーバ、デスクトップ、そしてモバイルオペレーティングシステムの開発と配布における革新と競争を継続する能力が脅かされると述べた。
特許の認可を考慮した条項は、以下の通りである：
- ノベルの特許は全て、広く採用されたオープンソースライセンスであるGNU General Public License バージョン 2、およびLinuxシステム向けの重要なライセンスであるOpen Invention Network (OIN) ライセンスの下で取得される。
- OINライセンスの下で利用可能な特許がある場合、CPTNにはそれらのどの特許も制限する権利はない。
- CPTNおよびその所有者は、ノベルやThe Attachmate GroupがOINライセンスの下で利用可能な特許を改変するよう影響を与えたり奨励することを目的として声明を出したり行動を起こすことは出来ない。

買収は2011年4月27日に完了し、その後の2011年7月23日にAttachmate GroupはSUSEビジネス用の新しいWebサイトを立ち上げた。

### マイクロフォーカスとの合併
2014年11月20日、The Attachmate Groupはマイクロフォーカスと合併し、マイクロフォーカスグループを結成した。 SUSEは専用の製品ポートフォリオを持つ独立した事業部門として運営されている。

### EQTパートナーズの買収
2018年7月2日、マイクロフォーカスがSUSE事業部門をEQTパートナーズに25億3500万ドルで売却することが発表された。買収は2019年3月18日に完了した。

### バージョン
SUSEはSUSE Linux Enterprise 11および12に対し、13年間の製品ライフサイクルを提供している。

#### SUSEディストリビューション
| 製品                              | バージョン | 発行日     | 一般サポート終了                   | LTS終了    | Linuxカーネルバージョン |
| --------------------------------- | ---------- | ---------- | ---------------------------------- | ---------- | ----------------------- |
| S.u.S.E. Linux（Slackwareベース） | 4/94       | 1994-03-29 | ????                               | ????       | 1.0                     |
| S.u.S.E. Linux（Slackwareベース） | 7/94       | 1994-07    | ????                               | ????       | 1.0.9                   |
| S.u.S.E. Linux（Slackwareベース） | 11/94      | 1994-11    | ????                               | ????       | 1.1.62                  |
| S.u.S.E. Linux（Slackwareベース） | 4/95       | 1995-04    | ????                               | ????       | 1.2.9                   |
| S.u.S.E. Linux（Slackwareベース） | 8/95       | 1995-08    | ????                               | ????       | 1.1.12                  |
| S.u.S.E. Linux（Slackwareベース） | 11/95      | 1995-11    | ????                               | ????       | 1.2.13                  |
| S.u.S.E. Linux（jurixベース）     | 4.2        | 1996-05    | ????                               | ????       | 2.0.0                   |
| S.u.S.E. Linux（jurixベース）     | 4.3        | 1996-09    | ????                               | ????       | 2.0.18                  |
| S.u.S.E. Linux（jurixベース）     | 4.4        | 1997-04    | ????                               | ????       | 2.0.24                  |
| S.u.S.E. Linux（jurixベース）     | 4.4.1      | 1997-04-24 | ????                               | ????       | 2.0.28                  |
| S.u.S.E. Linux（jurixベース）     | 5.0        | 1997-07    | ????                               | ????       | 2.0.30                  |
| S.u.S.E. Linux（jurixベース）     | 5.1        | 1997-10    | ????                               | ????       | 2.0.32                  |
| S.u.S.E. Linux（jurixベース）     | 5.2        | 1998-03-23 | 2000                               | ????       | 2.0.33                  |
| S.u.S.E. Linux（jurixベース）     | 5.3        | 1998-09-10 | 2000                               | ????       | 2.0.35                  |
| SuSE Linux                        | 6.0        | 1998-12-21 | 2000                               | ????       | 2.0.36                  |
| SuSE Linux                        | 6.1        | 1999-04-07 | 2001                               | ????       | 2.2.6                   |
| SuSE Linux                        | 6.2        | 1999-08-12 | 2001                               | ????       | 2.2.10                  |
| SuSE Linux                        | 6.3        | 1999-11-25 | 2001-12-10                         | ????       | 2.2.13                  |
| SuSE Linux                        | 6.4        | 2000-03-09 | 2002-06-17                         | ????       | 2.2.14                  |
| SuSE Linux                        | 7.0        | 2000-09-27 | 2002-11-04                         | ????       | 2.2.16                  |
| SuSE Linux                        | 7.1        | 2001-04-21 | 2003-05-16                         | ????       | 2.2.18 / 2.4.0          |
| SuSE Linux                        | 7.2        | 2001-06-15 | 2003-10-01                         | ????       | 2.2.19 / 2.4.4          |
| SuSE Linux                        | 7.3        | 2001-10-13 | 2003-12-15                         | ????       | 2.4.9                   |
| SuSE Linux                        | 8.0        | 2002-04-22 | 2004-06-30                         | ????       | 2.4.18                  |
| SuSE Linux                        | 8.1        | 2002-09-30 | 2005-01-31                         | ????       | 2.4.19                  |
| SuSE Linux                        | 8.2        | 2003-04-07 | 2005-07-14                         | ????       | 2.4.20                  |
| SUSE Linux Enterprise             | 9.0        | 2003-10-15 | 2005-12-15                         | ????       | 2.4.21 / 2.6.1          |
| SUSE Linux Enterprise             | 9.1        | 2004-04-23 | 2006-06-30                         | ????       | 2.6.4                   |
| SUSE Linux Enterprise             | 9.2        | 2004-10-25 | 2006-10-31                         | ????       | 2.6.8                   |
| SUSE Linux Enterprise             | 9.3        | 2005-04-16 | 2007-04-30                         | ????       | 2.6.11                  |
| SUSE Linux Enterprise             | 10.0       | 2006-07-17 | 2007-12-31                         | N/A        | 2.6.16                  |
| SUSE Linux Enterprise             | 10.1       | 2007-06-18 | 2008-11-30                         | 2010-12-01 | 2.6.16.46               |
| SUSE Linux Enterprise             | 10.2       | 2008-05-19 | 2010-04-11                         | 2013-04-10 | 2.6.16.60               |
| SUSE Linux Enterprise             | 10.3       | 2009-10-12 | 2011-10-11                         | 2014-10-31 | 2.6.16.60               |
| SUSE Linux Enterprise             | 10.4       | 2011-04-12 | 2013-07-31                         | 2016-06-30 | 2.6.16.60               |
| SUSE Linux Enterprise             | 11.0       | 2009-03-24 | 2010-12-31                         | N/A        | 2.6.27                  |
| SUSE Linux Enterprise             | 11.1       | 2010-06-02 | 2012-08-31                         | 2015-08-30 | 2.6.32                  |
| SUSE Linux Enterprise             | 11.2       | 2012-02-29 | 2014-01-31                         | 2017-01-30 | 3.0.13                  |
| SUSE Linux Enterprise             | 11.3       | 2013-07-01 | 2016-01-31                         | 2019-01-30 | 3.0.76                  |
| SUSE Linux Enterprise             | 11.4       | 2015-10-13 | 2019-03-31                         | 2022-03-31 | 3.0.101                 |
| SUSE Linux Enterprise             | 12.0       | 2014-10-10 | 2016-06-30                         | 2019-07-01 | 3.12                    |
| SUSE Linux Enterprise             | 12.1       | 2015-12-22 | 2017-05-31                         | 2020-05-31 | 3.12                    |
| SUSE Linux Enterprise             | 12.2       | 2016-11-08 | 2018-03-31                         | 2021-03-31 | 4.4                     |
| SUSE Linux Enterprise             | 12.3       | 2017-09-07 | 2019-06-30                         | 2022-06-30 | 4.4                     |
| SUSE Linux Enterprise             | 12.4       | 2018-12-12 | 2020-06-30                         | 2023-06-30 | 4.12                    |
| SUSE Linux Enterprise             | 12.5       | 2019-12-09 | 2024-10-31                         | 2027-10-31 | 4.12                    |
| SUSE Linux Enterprise             | 15.0       | 2018-07-15 | 2019-12-31                         | 2022-12-31 | 4.12                    |
| SUSE Linux Enterprise             | 15.1       | 2019-06-24 | 2021-01-31                         | 2024-01-31 | 4.12                    |
| SUSE Linux Enterprise             | 15.2       | 2020-07-21 | 2021-12-31                         | 2024-12-31 | 5.3.18                  |
| SUSE Linux Enterprise             | 15.3       | 2021-06-21 | 2022-12-31                         | 2025-12-31 | 5.3.18                  |
| SUSE Linux Enterprise             | 15.4       | 2022-06-08 | 2023-12-31                         | 2026-12-31 | 5.14.21                 |
| SUSE Linux Enterprise             | 15.5       | 2023-06-20 | 2024-12-31                         | 2027-12-31 | 5.14.21                 |
| SUSE Linux Enterprise             | 15.6       | 2023-06-26 | 6 months after SLES 15 SP7 release | TBD        | 6.4                     |
| SUSE Linux Enterprise             | 15 Overall | 2018-07-16 | 2028-07-31                         | 2031-07-31 | 4.12                    |
| 製品                              | バージョン | 発行日     | 一般サポート終了                   | LTSS終了   | Linuxカーネルバージョン |

#### SUSE Linux Enterprise Server
| SLESバージョン                       | 最新SP | FCSリリース日 | 一般サポート終了 | LTSS終了日 |
| ------------------------------------ | ------ | ------------- | ---------------- | ---------- |
| first                                | N/A    | 2000-10-31    | ?                | N/A        |
| 7                                    | N/A    | 2001-10-13    | ?                | N/A        |
| 8                                    | 4      | 2002-10-01    | 2007-12-30       | 2009-12-30 |
| 9                                    | 4      | 2004-08-03    | 2011-08-31       | 2014-08-01 |
| 10                                   | 4      | 2006-06-17    | 2013-07-31       | 2016-07-30 |
| 11                                   | 4      | 2009-03-24    | 2019-03-31       | 2022-03-31 |
| 12                                   | 5      | 2014-10-27    | 2024-10-31       | 2027-10-31 |
| 15                                   | 5      | 2018-07-16    | 2028-07-31       | 2031-07-31 |
| サポート終了サポート中現行バージョン |        |               |                  |            |

## SUSEファミリー製品
SUSE Linuxは、openSUSEとSUSE Linux Enterpriseの2つのブランドを利用できる。openSUSEはフリーでopenSUSEプロジェクトが運営するコミュニティディストリビューションである。openSUSEには最新の「ブリーディングエッジ」なLinux技術がいくつか含まれており、ホームユーザーや愛好家向けに設計されている。SUSE Linux EnterpriseはSUSEによるテストと認証が施された大企業向けオープンソースソリューションである。

### openSUSE対SUSE Linux Enterprise
openSUSEはフリーで利用可能であり、比較的頻繁にバージョンをリリースして様々なオープンソースプロジェクトの最新版が含まれそれらを使用するコミュニティプロジェクトである。
SUSE Linux EnterpriseはSUSEの商用版であり、リリース頻度はopenSUSEと比べて高くない代わりにエンタープライズや本番環境への配備のより効果的なサポートを可能とする。SUSE Linux Enterpriseは様々な企業アプリケーション向けであることが保証されており、高可用性やPOS拡張など数多くの特別なエンタープライズ機能を提供する。SUSEは以前よりSUSE Linux Enterpriseの基盤として、openSUSE Linuxから齎されたパッケージのテスト済みサブセットを使用してきた。openSUSE 15から、SUSEはopenSUSEの "Leap" 派生からSUSE Linux Enterpriseへの直接アップグレードを開始した。

### SUSE Linux Enterprise Server対Desktop
SUSEはSUSE Linux Enterprise ServerとSUSE Linux Enterprise Desktopを提供しており、それぞれ特定の目的に合ったパッケージへ焦点を当てられている。例えば、SUSE Linux Enterprise DesktopにはApache HTTP Serverが含まれず、SUSE Linux Enterprise ServerにはXgl/Compizが含まれない。
対照的にopenSUSEにはサーバ用、デスクトップ用、タブレット用というような個別のディストリビューションは存在しないが、リポジトリには必要なソフトウェアが含まれるため個別のディストリビューションを完成させるにはインストールのパターンを利用する。

## openSUSE Linux
openSUSEはSUSE Linuxコンポーネントを開発し維持するために、openSUSE Projectコミュニティにより推進されSUSEにより後援されている。openSUSEはかつて存在した "SuSE Linux Professional" に相当する。ノベル（現SUSE）はSUSE Linuxの買収後、コミュニティを開発プロセスの中心とすることに決定した。
openSUSEの理論上の開発サイクルは8ヶ月で、有効期間（クリティカルアップデートの期間）はリリースから18ヶ月である。openSUSEは完全かつ自由にダウンロード可能である。
DistroWatchによると、LinuxディストリビューションにおけるopenSUSEの人気は2013年で6位、2014年で4位であった。

## SUSE Linux Enterprise
SUSEは「エンタープライズ」ビジネスの方針に対応した様々な製品を開発している。これらのビジネス製品は企業環境を対象としており、より長いライフサイクル (10 年、13 年まで延長可能)、より長い開発サイクル（6 - 18ヶ月）、開発速度を犠牲にした安定性の保証、技術サポート、および独立したハードウェアやソフトウェアベンダーによる保証が含まれる。独立したハードウェアおよびソフトウェア ベンダー。 SUSE Linux Enterprise製品は（更新料による）販売用しか利用できない。
SUSE Linux Enterpriseのパッケージは、openSUSEディストリビューションのそれよりも少ない。それらの違いのほとんどは、ビジネス向けよりもむしろコンシューマー向けの方が適したデスクトップアプリケーションである。エンタープライズ製品は以下の通り：
- SUSE Linux Enterprise Server (SLES) は、企業環境を対象としたサーバ指向のオペレーティングシステムである。
- SUSE Linux Enterprise Real Timeは、時間要素が極めて重要な低遅延稼働をサポートするSLESの修正バージョンである。
- SUSE Linux Enterprise Desktop (SLED) は、企業環境を対象としたデスクトップ指向のオペレーティングシステムである。
- SUSE Linux Enterprise Thin Client (SLETC) は、シンクライアント端末を対象としたSLEDの修正バージョンである。

Novell Open Enterprise Server (OES) においてLinuxカーネルを使用してインストールする場合、プラットフォームとしてSUSE Linux Enterprise Serverを利用した。この製品はOES-Linuxとしても知られた。
SUSE Linux Enterpriseは、SUSEパートナーズWebサイトに記載されているように、2014年6月25日まで「無料」でVMwareのvSphereライセンスに含まれていた。

## SUSE Studio
SUSEのSUSE Studio製品は、openSUSEのKIWIおよびOpen Build Serviceツールへの（Ruby on Railsを使用して構築された）Webインタフェースであった。SUSE Studioにより、ユーザーはカスタムLinuxディストリビューションを視覚的に組み立てて、様々な仮想マシンやディスクイメージなどを生成できた。 SUSE StudioはOpen Build Serviceと統合され、その結果2017年9月にSUSE StudioはSUSE Studio Expressに改名された。

### 一般的な情報源
- Naba Barkakati (2005-12-27). SUSE Linux 10 For Dummies. Wiley. p. 356. ISBN 978-0-471-75493-0
- Keir Thomas (2005-02-15). Beginning SUSE Linux: From Novice to Professional. Apress. p. 544. ISBN 978-1-59059-458-2